# Carlos & Co
Carlos & Co was een Vlaams kinderprogramma dat van 1987 tot 1989 op de toenmalige BRT te zien was.
Het programma was een educatieve poppenserie waarbij de personages in korte, komische sketches vragen over natuurkundige en biologische fenomenen en andere alledaagse verschijnselen behandelden. Zo waren er thema's als zure regen, robots en echo.

## Concept
De afleveringen speelden zich af in een tenten- en woonwagenkamp, gesitueerd op een heuvelplateau met uitzicht op een decor van de stad Brussel. Naast de doorgaans vaderlijke Carlos, een mensachtige pop met een mediterraan accent, waren de hoofdpersonages Nelly het nijlpaard, Margaretha de aap, Fred het aardvarken, Eddy de hond en TW de eend (soms onterecht omschreven als een kip) en vanaf seizoen 2 kwam Zwengel de Egel erbij.
Iedere aflevering duurde een kwartier. De poppen werden gemaakt door Jan Maillard, die ook Liegebeest verzorgde. Elke episode bevatte tevens een liedje over een behandeld thema (zo waren daar 'Echo', 'De aardappel' en 'Zure regen'), geschreven door Hugo Matthysen, die ook een van de coscenaristen was.
Ook werd er in 1987 een elpee rond het programma uitgegeven.

## Rolverdeling
- Paul Codde (Carlos)
- Frans Van der Aa (TW)
- Sien Eggers (Zwengel)
- Karen De Visscher (Margaretha)
- Luk De Visscher (Eddie)
- Günther Lesage (Fred)
- Chris Cauwenberghs (Nelly)
- Frank De Kaey

## Medewerkers
- Hugo Matthysen (scenario, muziek)
- Jan Leyers (muziek)
- Karel Vereertbrugghen (scenario)
- Paul Pourveur (scenario)

## Meer informatie
- (https://web.archive.org/web/20100212100940/http://www.jeugdsentimentportaal.be/poppenseries/carlos_%26_co.htm)